# Reacción Radioactiva
Reacción Radioactiva es el segundo disco que surgió en el año 1994 y es parte de la estación de radio mexicana Radioactivo 98.5 que contiene promos y canciones sobresalientes de ese año. Localizada en México, D.F., que operó de 1993 al 2 de abril de 2004, transmitió en la frecuencia 98.5 MHz de frecuencia modulada, cuyas siglas fueron XHDL-FM y que formó parte del Grupo Imagen (aunque por un par de años lo fue de MVS Radio). La programación que transmitía estaba formada principalmente por rock en inglés y en español.

## Canciones
1. "Introducción".
2. "Estebancito el Fin del Mundo".
3. "La Consolidación de Nuevos Programas".
4. "El Queso Plastex".
5. "Duran Duran - White Lines".
6. Radioactivo Grita...".
7. Green Day - "When I Come Around".
8. "El Mañanero".
9. "Susi Pili".
10. "Bon Jovi - Always (Live)"

11. "Porque si no se Usa se Atrofia"
12. "Es-crotón"
13. "No Sueñes..."
14. "The Grid  - Swamp Thing"
15. "Conciertos Radioactivos Aquí Allá"
16. "Estebancito el Príncipe del Cover"
17. "Dionne Farris  - I Know"
18. "Misterios de los Desconocidos"
19. "Radiohead - High and Dry"
20. "El Observado-re"
21. "Van Halen - I Can't Stop Loving You"
22. "La Ruta del Sol"
23. "Sheryl Crow - All I Wanna Do"
24. "Desconceptos"
25. "Pearl Jam  - Yellow Ledbetter"
26. "Consumismo Decembrino"
27. "Scatman John - Scatman"
28. "Créditos"
- Datos: Q6101579